# Клан Кіннінмонт

Гребінь клану Кіннінмонт.

Герб вождів клану Кіннінмонт.

Клан Кіннінмонт (шотл. - Clan Kinninmont) - один з кланів рівнинної частини Шотландії - Лоуленду. На сьогодні клан не має визнаного герольдами Шотландії та лордом Лева вождя, тому клан називається в Шотландії «кланом зброєносців». 
Гасло клану: Stabo - Спостерігаю (лат.) або: Я вистою (лат.)

## Історія клану Кіннінмонт
Назва клану Кіннінмонт має територіальне походження - назва походить від назви землі Кіннінмонт, що в області Файф, Шотландія. У період між 1189 і 1199 роками Одо - сенешаль єпископа Сент-Ендрюс отримав королівську грамоту за ці землі від короля Шотландії Вільгельма I Лева. 
У 1841 році були опубліковані архіви і тексти королівських грамот на володіння землею архієпископства Сент-Ендрюс. У цих документах є повідомлення про Джона сина Адама сина Одо. Свідком щодо грамот на земельну власність фігурує С’Йоханніс де Кініммунд (шотл. - S’Iohannis de Kinimmund). 
У 1296 році король Англії Едвард І Довгоногий захопив Шотландію і змусив вождів шотландських кланів здійснити омаж - феодальну присягу васалів на вірність королю Англії і підписати документ присяги - «Рагман Роллс». У цьому документі є ім’я Вільяма де Кінемухе. У 1329 році Олександр де Кінінмунд став єпископом Абердіна. Інший Олександр де Кінінмунд став архідияконом Абердіну в 1352 році. Джеймс Кінімонд з цього ж клану сперечався за своє спадкове право займати посади бейлі (цивільного офіцера), стюарта та марішала (державні посади в феодальній Шотландії) абатства Сент-Ендрюс у 1438 році. Пряма лінія нащадків вождів клану Кіннінмонт вимерла. Остання спадкоємиця майна і титулів вождів клану Кіннінмонт одружилася з вождем клану Мюррей Мелгунд. 
Відомою людиною з клану Кіннінмонт був сер Вільям Кінінмонт (1904 - 1988) - відомий шотландський архітектор.